# Franz Spitzner
Franz Spitzner (* 31. Oktober 1787 in Trebitz; † 2. Juli 1841 in Wittenberg; latinisiert: Franciscus Spitznerus, vollständiger Name: Franz Ernst Heinrich Spitzner, auch: Ernst Franz Heinrich Spitzner) war ein deutscher Altphilologe und Pädagoge.

## Leben
Franz Spitzner wurde als zehntes und jüngstes Kind des evangelisch-lutherischen Pfarrers Johann Ernst Spitzner geboren. Den ersten wissenschaftlichen Unterricht erhielt er durch seinen Vater sowie durch den älteren Bruder Ernst Traugott (* 12. September 1771 in Trebitz; † 29. August 1818 in Trebitz), der seit 1797 als Substitut des erkrankten Vaters fungierte und ebenfalls Pfarrer in Trebitz wurde. Die Eltern gaben ihren Sohn Franz 1802 auf die Landesschule Pforta in Schulpforte, wo er unter anderem von Adolph Gottlob Lange und Johann Friedrich Röhr, bei dem er auch Kenntnisse der englischen Sprache erwarb, unterrichtet wurde. Der baldige Tod der Eltern im Jahr 1805 sowie die Kriegsunruhen des folgenden Jahres hinderten zunächst den angestrebten Übergang zur Universität.
Im Mai 1808 konnte Franz Spitzner das Studium der Theologie und Philologie an der Universität Wittenberg aufnehmen. In Wittenberg „lebte er nur den Wissenschaften“, war aber auch gehalten, durch Privatunterricht für seinen Lebensunterhalt Sorge zu tragen. Als Student soll Spitzner „öfter sich im Predigen, namentlich in seinem Heimathdorfe, versucht“ und hierdurch seinen kränkelnden Bruder Ernst Traugott, seit 1805 Pfarrer in Trebitz, im Amt unterstützt haben, wandte sich jedoch unter der „anregenden Einwirkung“ seines akademischen Lehrers Christian August Lobeck schon bald und abschließend seiner „wirklichen Neigung“, der klassischen Philologie, sowie dem Schulfach zu.
Als Lehrer, Konrektor und Rektor wirkte Spitzner, dem die Beschäftigung mit der altgriechischen Sprache schon früh „Mittelpunkt seiner geistigen Thätigkeit“ geworden war, zwischen 1811 und 1841 in Wittenberg (1811–1820 und 1824–1841) und Erfurt (1821–1824). Kuraufenthalte in Karlsbad (1828), Putbus auf Rügen (1836) und Bad Kissingen (1840) vermochten nicht, seinem angegriffenen Gesundheitszustand dauerhaft abzuhelfen. Franz Spitzner, der „an einem Unterleibsleiden“ sowie zuletzt auch an Brustwassersucht litt, verstarb 53-jährig im Dienst.

## Leistungen
Franz Spitzner gilt als „namhafter Philologe und Schulmann“ der ersten Hälfte des 19. Jahrhunderts. Im Sommer 1810 erschien in Wittenberg seine Erstlingsschrift Observationes criticae in Apollonii Rhodii Argonautica et Nonni Dionysiaca, mit der sich der Theologiestudent und junge Gräzist der Fachwelt seiner Zeit „vortheilhaft“ empfahl. Zunächst unterrichtete er ab dem 5. März 1811 als Konrektor und Nachfolger von Jonathan August Weichert am Lyzeum in Wittenberg. Im April 1812 promovierte Spitzner an der Leucorea mit De productione brevium syllabarum caesurae vi effecta in versu Graeco Heroico maxime Homerico zum Dr. phil. Als Respondent der Disputation fungierte Gregor Wilhelm Nitzsch. Spitzners Probevorlesung widmete sich dem Thema De tragoediae Graecorum origine atque indole. 1812/13 lehrte er vorübergehend als Privatdozent an der philosophischen Fakultät der Universität Wittenberg, um sich sodann von November 1813 bis Januar 1814, während der Belagerung Wittenbergs, bei seinem Bruder in Trebitz aufzuhalten.
Das Wittenberger Lyzeum leitete Franz Spitzner erstmals vom 19. April 1814 bis zum 8. Juli 1820 als Rektor. Die Schule, deren Geschichte er 1817 als „Skizze“ unter dem Titel Kurze Darstellung der früheren Geschichte und neuen Einrichtung des Lyceums zu Wittenberg: als Einladungsschrift zur öffentlichen Herbstprüfung und sodann umfassend 1830 als Geschichte des Gymnasiums und der Schulanstalten zu Wittenberg aus den Quellen erzählt veröffentlichte, wurde nunmehr nach seinen Grundsätzen organisiert.
Vom 20. Juli 1820 bis zum April 1824 wirkte Spitzner infolge einer Versetzung vorübergehend als Erster Oberlehrer am erweiterten Evangelischen Ratsgymnasium Erfurt und wurde dort sogleich Mitglied der Königlichen Akademie gemeinnütziger Wissenschaften zu Erfurt, in der er mit Vorträgen hervortrat. Nach Wittenberg „mit erhöhtem Gehalte“ zurückgekehrt, hielt er am 9. Mai 1824 seine zweite Antrittsrede als Rektor des Lyzeums. Einen Ruf nach Altona schlug er im Sommer 1826 aus. 1827 wurde das Wittenberger Lyzeum zu einem Gymnasium erweitert, das im folgenden Jahr auch ein neues und „sehr stattliches“ Schulgebäude erhielt. Als Rektor konnte Spitzner 171 Schüler zur Universität entlassen; zu seinen Schülern in Wittenberg und Erfurt gehörten u. a. Moritz Axt, Agathon Benary, Johann Heinrich Deinhardt, Friedrich Ritschl, Julius Rosenbaum, Moritz Ludwig Seyffert und Heinrich Christoph Gottlieb Stier.
Zwischen 1810 und 1839 veröffentlichte Spitzner, der als Ehrenmitglied der Herzoglich-Lateinischen Gesellschaft zu Jena angehörte, in größerer Zahl Schriften zu altphilologisch-gräzistischen Themen, darunter als wissenschaftliches Hauptwerk 1832/36 eine kommentierte vierbändige Ausgabe von Homers Ilias, die u. a. „sorgfältige Beobachtungen“ über Sprachgebrauch, Prosodie und Metrik der homerischen Gedichte enthält. Sein Versuch einer kurzen Anweisung zur griechischen Prosodie von 1823 erschien acht Jahre später auch in einer englischen Übersetzung. Professor Franz Spitzner, der „als Lehrer und Director in gleichem Maße hochangesehen“ war, verstarb 1841 nach längerer Krankheit im Dienst. Sein letzter gedruckter Beitrag waren die Wittenberger Schulnachrichten 1840/41. Die „bedeutende Bibliothek“, die der Wittenberger Homeriker hinterlassen hatte, wurde im Sommer 1842 in Leipzig bei Hermann Hartung versteigert.

## Familie
Verheiratet war Franz Spitzner seit dem 26. November 1815 mit Johanna Wilhelmine Gräffe (* 31. Mai 1789; † 17. Januar 1850 in Plauen) aus Guthmannshausen bei Buttstädt, einer Tochter des Adjunkten G. Gräffe. Aus dieser in Stößen geschlossenen Ehe gingen drei Kinder hervor: der früh verstorbene Franz (* 24. September 1817 in Wittenberg; † 29. November 1819 in Wittenberg), Ida Franziska Wilhelmine (* 2. November 1820 in Erfurt; † 10. März 1902 in Oelsnitz), die einen Cousin, den „patriarchalisch in seiner kleinen treuen Gemeinde“ wirkenden Planschwitzer Pfarrer Ernst Rudolph Spitzner (* 28. August 1815 in Crossen; † 29. März 1893 in Oelsnitz), heiratete, sowie schließlich Ernst Wilhelm (* 16. Dezember 1823 in Erfurt; † 30. April 1890 in Nordhausen), der, in Wetzlar zeitweise von dem dortigen Schuldirektor Moritz Axt erzogen, Steuerrat wurde und die Ehe mit Sophie Henning (* 27. August 1828 in Coswig; † 29. März 1900 in Halle) einging.

## Werke (Auswahl)
- Observationes criticae in Apollonii Rhodii Argonautica et Nonni Dionysiaca. Gräßler, Wittenberg 1810. (Text zum Download)
- De productione brevium syllabarum caesurae vi effecta in versu Graeco Heroico maxime Homerico. (Resp. Gregor Wilhelm Nitzsch)  Gräßler, Wittenberg 1812. (Digitalisat)
- De versu Graecorum heroico maxime homerico. Accedunt ejusdem mantissa oberservationum criticarum et grammaticarum in Quinti Smyrnaei Posthomericorum libros XIV. Weidmannsche Buchhandlung, Leipzig 1816 (books.google.de), abgerufen am 2. Oktober 2011
- Kurze Darstellung der früheren Geschichte und neuen Einrichtung des Lyceums zu Wittenberg. Wittenberg 1817
- De indice Argonautarum. Rübener, Wittenberg 1819
- De egregiis quibusdam scholarum publicarum incrementis patriae debitis. Oratio natalibus quinquasemis tertii Friderici Guilielmi III Regis Borussiae, celebrandis in Gymnasio Erfordiensi d. 3. August 1822 habita. Keysersche Buchhandlung, Erfurt 1822
- Observationes criticae maximam partem in Pauli Silentiarii descriptionem magnae ecclesiae. Uckermann, Erfurt 1823
- Versuch einer kurzen Anweisung zur griechischen Prosodie. Henningssche Buchhandlung, Gotha 1823 (books.google.de), abgerufen am 2. Oktober 2011

- englisch: Elements of Greek Prosody. Translated from the German of Dr. Franz Spitzner by a Member of the University of Oxford. Whittacker, Treacher & Co., London 1831 (books.google.de), abgerufen am 2. Oktober 2011

- Elegia latina, qua Wittenbergam rediturus Erfurto valedicebat Franciscus Spitzner. Uckermann, Erfurt 1824 (bsb-muenchen-digital.de), abgerufen am 6. Juni 2011
- Geschichte des Gymnasiums und der Schulanstalten zu Wittenberg aus den Quellen erzählt. Hartmann, Leipzig 1830 (books.google.de), abgerufen am 2. Oktober 2011
- Dissertatio de vi et usu praepositionum ana et kata apud Homerum. Zimmermann, Wittenberg 1831. (Digitalisat)
- Quaestiuncula de accentus inclinatione particulae peri apud Homerum concedenda. Zimmermann, Leipzig 1832
- Homeri Ilias recensuit et brevi annotatione instruxit Franciscus Spitzner, Saxo. Wilhelm Hennings, 4 Bde., Gotha/Erfurt 1832/36, Vol. I., Sect. I. Continens Lib. I–VI (books.google.de), Vol. I. Sect. II. Continens Lib. VII–XII (books.google.de), Vol. I. Sect. III. Continens Lib. XIII–XVIII (books.google.de), abgerufen am 2. Oktober 2011; Vol.I. Sec. IV. Continens Lib. XIX–XXIV.
- Epistola ad Godofredum Hermannum. Wilhelm Hennings, Gotha/Erfurt 1834
- Carminum Latinorum ex Graeco petitor specimen. Rübener, Wittenberg 1836
- Rezension von Carl Goettling, Allgemeine Lehre vom Accent der Griechischen Sprache, Jena 1835. In: Zeitschrift für die Alterthumswissenschaft. Verlag von Eduard Heil, Darmstadt, 3. Jahrgang, 1836, Nr. 95, Sp. 761 ff., Nr. 96, Sp. 769 ff. und Nr. 97, Sp. 777 ff. (books.google.de), abgerufen am 27. April 2012
- Observationes criticae et grammatica in Quinti Smyrnaei Posthomerica. Weidmannsche Buchhandlung, Leipzig 1837 (books.google.de), Leipzig 1839 (books.google.de), abgerufen am 2. Oktober 2011
- Schulnachrichten von Ostern 1840 bis dahin 1841. In: Einladungsschrift zur Ankündigung der öffentlichen mündlichen Prüfung im Gymnasium zu Wittenberg den 31. März und 1. April Vormittags von 9 Uhr ab so wie der feierlichen Entlassung der zur Akademie Abgehenden am 1. April Nachmittags 3 Uhr. Rübener, Wittenberg 1841, S. 25 ff. (books.google.de), abgerufen am 27. März 2012